# کیت دیویس (بازیکن فوتبال)
کیت دیویس (انگلیسی: Keith Davies؛ ۱۹ فوریهٔ ۱۹۳۴ – ۱۳ ژانویهٔ ۲۰۲۴) بازیکن فوتبال اهل بریتانیا بود.
از باشگاه‌هایی که در آن بازی کرده‌است می‌توان به باشگاه فوتبال ترانمره راورز اشاره کرد.